# Антон Пас
Антон Пас  (ісп. Antón Paz, 8 серпня 1976) — іспанський яхтсмен, олімпійський чемпіон.

## Виступи на Олімпіадах
| Олімпіада  | Дисципліна | Місце |
| ---------- | ---------- | ----- |
| Афіни 2004 | Торнадо    | 8     |
| Пекін 2008 | Торнадо    | 1     |